# Alfabeto nagari
El alfabeto nāgarī es una antigua forma de escritura india usada originalmente para escribir en prácrito y sánscrito.  Es el ancestro de los alfabetos Devanāgarī, Nandināgarī y otras variantes, a veces el término se usa como sinónimo de alfabeto Devanāgarī. Empezó a usarse a comienzos del primer milenio d. C.
El alfabeto Nāgarī tiene su raíz en los antiguos alfabetos de la familia Brahmi. Los primeros registros grabados que prueban el desarrollo del alfabeto Nāgarī en la antigua India están datados entre el siglo 1.º y 4.º y se encontraron en Guyarat. El Nāgarī se usó de forma regular en el siglo, y evolucionó totalmente para convertirse en Devanāgarī y Nandināgarī a finales del primer milenio y comienzos del segundo de nuestra era.

## Orígenes

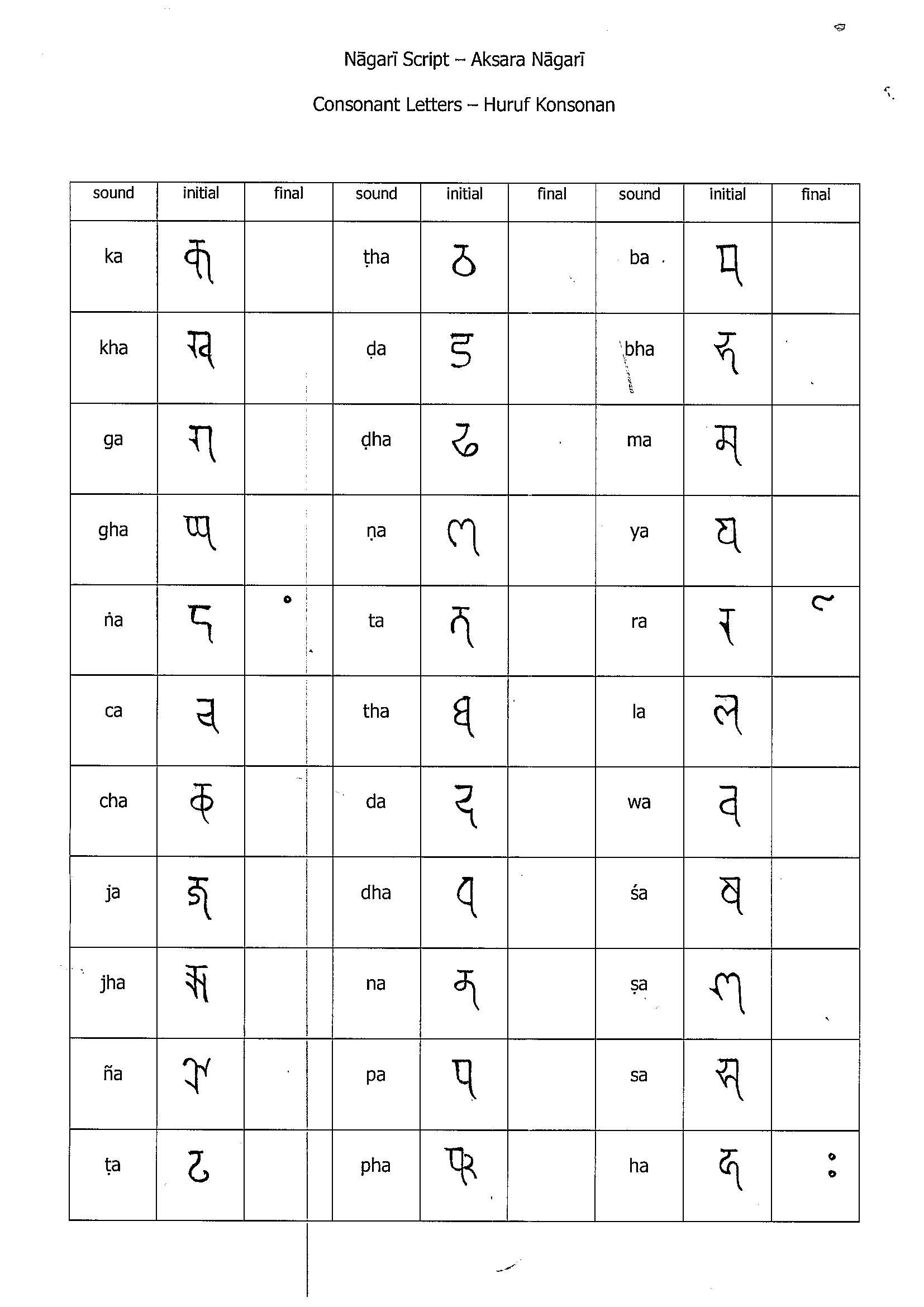
Alfabeto Nagari 01.

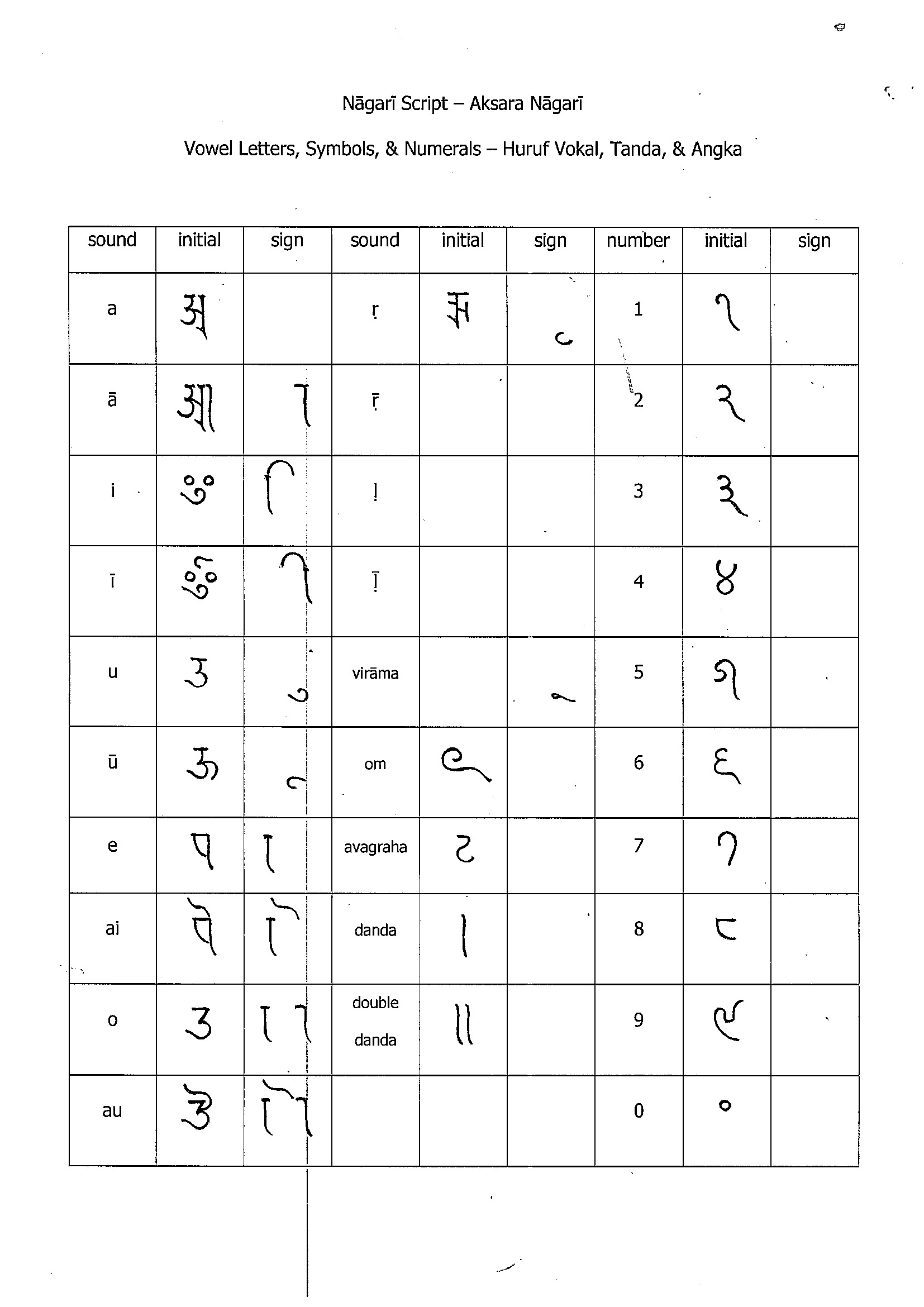
Alfabeto Nagari 02.

El alfabeto Nāgarī apareció en la antigua India como una variante centro-oriental del alfabeto gupta (si el Śāradā era la variedad occidental y el Siddham era la variedad oriental). Por su parte se dividió en varias formas de escritura, como el Devanāgarī y el Nandināgarī, y también infuyó en el desarrollo del Gurmukhī que deriva del Śāradā.

## Uso fuera de la India
El rey tibetano Srong-tsan-gambo, del siglo VII, ordenó que todos los libros del extranjero se tradujeran al idioma tibetano, y mandó a su embajador Tonmi Sambota a la India a adquirir alfabetos y formas de escritura. Éste retornó con el alfabeto Nāgarī del sánsquito procedente de Cachemira con 24 símbolos y se inventaron 6 más para adecuarlo al tibetano.
El museo de Mrauk-u (Mrohaung) en el estado de Rakáin en Birmania conserva 2 ejemplos de escritura Nāgarī.